# Якович, Фабрисио
Фабрисио Якович (исп. Fabricio Iacovich; род. 29 января 2002, Ла-Плата) — аргентинский футболист, вратарь клуба «Эстудиантес».

## Клубная карьера
Якович — воспитанник клуба «Эстудиантес». 13 декабря 2024 года в матче против «Архентинос Хуниорс» он дебютировал в аргентинской Примере.